# ローレン・ウルフソン
ローレン・ウルフソン（Loren Wulfsohn、1968年9月16日 - ）は、南アフリカ共和国の女子アーティスティックスイミング選手。
1992年バルセロナオリンピックに出場し、ソロで50位に、アマンダ・テイラーとのペアでは17位になっている。